# PCエンジンスーパーグラフィックス
PCエンジンスーパーグラフィックス（ピーシーエンジンスーパーグラフィックス、PC Engine SuperGrafx）とは、1989年11月30日に日本電気ホームエレクトロニクス（NECホームエレクトロニクス）より発売された家庭用ゲーム機。PCエンジンの上位互換機。当時のメーカー希望小売価格は39,800円。
1989年10月7日に日本電気ホームエレクトロニクス本社にて、年末商戦前のPCエンジンの販売戦略リニューアルの際に発表された。高スペックを売りにしており、従来機のPCエンジンと比較してスプライト及びバックグラウンドの表示が2倍、それに合わせて搭載メモリ容量を増量している。
フランス市場ではSuperGrafx（スーパーグラフィックス）の商品名で発売された。

## ハードウェア
PCエンジンに使用されていたグラフィックチップHuC6270を2個搭載する事により、スプライト、バックグラウンドの仕様を2倍に強化したマシンである。搭載メモリの容量も増量され、アナログコントローラ用の18ピンパラレル端子を備えていた。
独立した2つのビデオチップから出力される2系統のビデオデータ信号を1つに合成しモニターへ出力する方式がとられている都合上、ゲームのアルゴリズム制御と画面描画を統一的に管理しにくく、各々のチップそのものの制約はそのまま受けるなどプログラミングが煩雑で扱いにくいマシンとなっていた。
筐体は自動車のV型6気筒エンジンをイメージした様な意匠・形状でサイズは従来機の3倍以上である。
他機器との接続において、ジョイパッドや周辺機器に関しては、基本的に従来機であるPCエンジンと同じ物が使用できる。ただしCD-ROM2の利用において注意するべき点が存在する。
- CD-ROM2に接続する場合には、形状の問題から専用の接続アダプタが必要。
- SUPER CD-ROM2に接続する場合には、電源供給ケーブルが非対応のため双方のACアダプタが必要。後にこの問題を解消する同人ハードウェアが発売[3]。

## 仕様
CPUおよび音源などのスペックはPCエンジンと同一の物であるため詳細は『PCエンジン』を参照。ここでは概要の記載のみに留める。
- CPU：HuC6280（クロック：7.16MHz 音源内蔵）
- 音源：波形メモリ6音～波形メモリ4音+ノイズ2音
- メモリ：メインRAM32KB／VRAM128KB
- 同時発色数：512色中最大481色[注釈 1]
- スプライト：一画面中に最大128個、横方向へ16×16のサイズを最大32個表示可能
ただし横320ドットモード時で駆動の場合は横方向への表示個数は28個に制限される[注釈 2]
- BG（背景）：2画面
- HuC6202：2個のビデオチップから送られてくるビデオデータ信号を1つに合成して出力

## 周辺機器
| 型番                    | 名称                           | 発売日         | 備考 |
| ----------------------- | ------------------------------ | -------------- | --- |
| PAD-113                 | ACアダプタ                     |                | 市販はされず、修理のみ対応。後に同人ハードとして同等品を購入できるようになった。 |
| PI-PD002 PI-PD06 PI-PD8 | ターボパッド                   | 1987年10月30日 | 連射機能を搭載したPCエンジン用のコントローラ。 |
| PI-PD003                | マルチタップ                   | 1987年10月30日 | パッドを5つまで接続できる純正機器。本体のみではパッドを1つしか接続できなかった弱点が逆に普及を促し、ファミコン以上に多人数同時プレイソフトを登場させることとなった。2人用や4人用のサードパーティ製のものもあった。 |
| PI-PD5                  | ターボパッドII                 | 1989年11月22日 | PCエンジンシャトルの形状に合わせたターボパッド。 |
| PI-AN2                  | AVケーブル                     | 1989年11月22日 | テレビに接続する、映像/音声一体型のケーブル。本体に同梱。 |
| PI-AN3                  | RFユニット                     | 1989年11月22日 | コンポジット映像信号出力のマシンに使用し、RF信号を出力するための機器。 |
| PI-AD8                  | バックアップブースターII       | 1989年12月8日  | バックアップ用電源がキャパシタ（コンデンサ）に変更され、本体使用中に充電されるようになった。同時発売のコアグラフィックスでの使用が前提でAVブースター機能を削除し価格も下げられた。 |
| CDR-30                  | CD-ROM2                        | 1988年12月4日  | PCエンジンのCD-ROMドライブ。 |
| IFU-30                  | インターフェースユニット       | 1988年12月4日  | CD-ROM2本体を構成するハードの内の一つ。 PCエンジンとCD-ROMドライブを繋ぐために使用され、AV出力端子およびCD-ROM2ソフトのセーブデータを保有する機能（容量は2KB、電源はコンデンサ）を持つ。 |
| PAD-123                 | ACアダプタ                     | 1988年12月4日  | CD-ROM2用ACアダプタ |
|                         | システムカード ver 1.0         |                | タイトル画面でI+II+右上+SELECT押下でバイナリエディタが立ち上がり、バックアップメモリを直接編集できる。 |
|                         | システムカード ver 2.0         |                | エディタによるデバッグ機能は削除され、CD-G機能が追加されている。 |
| RAU-30                  | ROM2アダプター                 | 1990年4月8日   | PCエンジンスーパーグラフィックスをCD-ROM2と接続する際に必須になるアダプタ。 |
|                         | システムカード ver 2.1         | 1990年7月6日   | スーパーシステムカード以降の物を除けば唯一別売りされたシステムカード。 |
| NAPD-1001               | アベニューパッド3              | 1991年1月31日  | 配色をスーパーグラフィックスに合わせた3ボタンコントローラ |
| PI-CD1                  | SUPER CD-ROM2                  | 1991年12月13日 | 上位規格のCD-ROM2システム。 |
| PAD-125                 | ACアダプタ                     | 1991年12月13日 | SUPER CD-ROM2用のACアダプタ。 |
| PI-SC1                  | スーパーシステムカード ver 3.0 | 1991年10月26日 | CD-ROM2専用。HuCARDスロットに挿入することでSUPER CD-ROM2へアップグレードされる。SUPER CD-ROM2システム対応のソフトを遊ぶためには必須となる。 |
| PI-PD11                 | コードレスマルチタップ         | 1992年12月18日 | PCエンジンDuoに合わせたデザインの純正品。パッド信号を赤外線で伝達することでコントローラのコードレス化を実現。コードレスマルチタップ自体はPCエンジン本体のパッド端子に接続する。コードレスパッドを5本揃えれば5人同時プレイ可能である。受信可能距離は約3mまで。 |
| PI-PD12                 | コードレスパッド               | 1992年12月18日 | コードレスマルチタップ用のパッド。単四乾電池4本必要。 |
| PI-AD19                 | メモリーベース128              | 1993年3月      | パッド端子に接続して使用するセーブ用外部メモリ。後期ソフトのセーブデータの肥大化に対応し容量は128KBと非常に大きいが、対応ソフト以外は使用不可能。コーエー発売の同機能の周辺機器「セーブくん」もある（『信長の野望・武将風雲録』・『三國志III』などの一部に同梱）。 対応ソフトのうち、『エメラルドドラゴン』・『リンダキューブ』・『プライベート・アイ・ドル』・『ぽっぷるメイル』の4本には本体のバックアップメモリとの間でセーブデータをコピーするなどの操作が出来る管理ユーティリティを内蔵。『エメラルドドラゴン』・『リンダキューブ』は共通のツールでデータの互換性があるが、『プライベート・アイ・ドル』と『ぽっぷるメイル』は両者との互換性はない。 |
| NAPD-1002               | アベニューパッド6              | 1993年5月28日  | 6ボタンパッド。ストリートファイターIIの移植に対応する形で登場。 |
| PCE-AC2                 | アーケードカードPRO            | 1994年3月12日  | CD-ROM2専用のアーケードカード。DRAMが内蔵されていること以外はスーパーシステムカードと同機能であり、スーパーシステムカードと同様に下部にT字状の補強カバーがある。 |
| PCE-AC1                 | アーケードカードDUO            | 1994年3月12日  | PCエンジンDuo系の機種やSUPER CD-ROM2用のアーケードカード。 |
| PCE-TP1                 | アーケードパッド6              | 1994年6月25日  | 6ボタンパッド。 |

- パワーコンソール（未発売）

スーパーグラフィックスの発表時には、本体に覆いかぶせて収納する専用の大型アナログジョイスティック「パワーコンソール」の発売も同時発表された。設定された予定小売価格は59,800円。
プレイを記録するマクロ機能、ゲームと連動するインジケーター、ジョグダイヤル、テンキーなどの様々な機能を満載していた。
価格設定や内部の駆動系の強度に問題があったことなどから、パワーコンソールの商品化は見送られ発売はされなかった。
後に試作品が、コミックマーケットの企業ブースでオークションとして売りに出された。

## ソフトウェア
ハードウェアの拡張部分とコーディングの都合により従来の一部のソフトでは後部の切り替えスイッチによるPCエンジンモードでの起動が必要である。

### 専用ソフト
- バトルエース（ハドソン、1989年11月30日[7]）
- 魔動王グランゾート（ハドソン、1990年4月6日）
- 大魔界村（NECアベニュー、1990年7月27日） - PCエンジン用タイトルとして発売予定だった[8]。
- オルディネス（ハドソン、1991年2月22日）
- 1941 Counter Attack（ハドソン、1991年8月23日）

### 両対応ソフト
両対応ソフトは起動の際にソフト側でハードを認識し、PCエンジンでの起動の際はビデオチップ1個、スーパーグラフィックスでの起動時にはビデオチップ2個を使用する。通常のPCエンジンでもプレイ可能だが、スーパーグラフィックスで起動した場合はスプライトの横並びのチラつきが軽減されるなどの恩恵がある。
- ダライアスプラス（NECアベニュー、1990年9月21日）
- ダライアスアルファ（NECアベニュー、1990年） - プレゼント用非売品

### 発売されなかったソフト
- ストライダー飛竜（NECアベニュー）- PCエンジン用タイトルとして発売予定だったがスーパーグラフィックス用タイトルに変更になる[8]も、仕様変更により発売されず、その後SUPER CD-ROM2へ変更されるも、さらにアーケードCD-ROM2に変更されて発売された。
- フォゴットンワールド - 両対応ソフトで発売予定だったが仕様変更によりCD-ROM2へ移行した。

## 反響
『月刊PCエンジン』ではPCエンジン参入メーカー29社に対して、スーパーグラフィックス用のタイトルの開発予定があるかアンケートを取り、1989年12月号（1989年10月30日発売）にて結果が発表された。それによると、開発を行っていたのはハドソンとNECアベニューの2社のみだった。開発予定があると答えたのはインテック、日本ソフト販売、ビデオシステム、ホームデータの4社で、ホームデータは「囲碁ソフト」、他の3社は「具体的な企画は検討中」だった。残りのメーカーは「現時点ではわからない」と答え、その理由は「本体の普及台数をみて考える」「本体の性能が詳しくわからないため」だった。
結果的に、発売された専用ソフトはハドソンとNECアベニューから合計5本に両対応ソフトが1本のみであり、この機種に応じた市場を形成することはできなかった。